# Ekonomiåret 1924

## Händelser
- 1 april - Sverige återinför Guldmyntfoten.[1]